# Crimée byzantine
Pour l’article homonyme, voir Cherson.
395–1475
Entités précédentes :
- Empire romain d'Orient
- Empire byzantin de Trébizonde
- Empire byzantin de Nicée

Entités suivantes :
- Empire ottoman

La Crimée byzantine ou thème de Cherson (en grec: θέμα Χερσῶνος, romanisé thema Chersonos, /θema xersonos/) est une province civile et militaire byzantine, anciennement dénommée les Klimata (τὰ Κλίματα),. Le thème se situe au sud de la Crimée et sa capitale est l'ancienne ville de Cherson, à ne pas confondre avec la ville moderne homonyme,,.
Les origines de la Crimée byzantine remontent à la colonisation grecque et à l'Empire romain dans la région, longtemps dans l'aire d'influence du royaume du Pont. Avec l'arrivée des Goths, l'influence romaine puis byzantine se réduit au littoral sud mais l'Empire garde un œil vigilant sur cette région, véritable carrefour entre les routes de la soie de la steppe eurasienne, et la mer Noire ouvrant sur la Méditerranée, carrefour convoité par les peuples des steppes, les Khazars (auxquels l'on doit le nom de « Gazarie »), les Varègues et la Rus' de Kiev. Tout au long des siècles, cette côte byzantine, qui outre un climat favorable à la navigation, jouit d'une certaine autonomie et d'une administration à part, parvient à se maintenir en dépit des menaces extérieures. Au XIe siècle, elle semble même s'être étendue jusqu'au détroit de Kertch mais la grande crise consécutive à la quatrième croisade en 1204 affaiblit l'Empire byzantin et la présence impériale, sans disparaître totalement, devient indirecte à travers l'empire de Trébizonde, celui de Nicée et enfin la principauté de Théodoros qui, après les chutes successives de Constantinople (1453), de Mistra (1460) et de Trébizonde (1461) aux mains des Turcs ottomans, est le dernier état grec à disparaître en 1475, pour devenir l'une des provinces ottomanes : l'eyalet de Kefe.

## Sources
Les sources sur la présence byzantine en Crimée sont variées et variables selon les époques. Parmi les références textuelles, les écrits de Constantin VII Porphyrogénète sont de précieuses sources d'informations, même si elles se réfèrent surtout aux temps de Dioclétien et de Constantin le Grand. Une éclipse importante concerne les périodes dits des siècles obscurs de l'histoire byzantine, entre le VIIe siècle et la fin du IXe siècle, quand les sources écrites deviennent moins abondantes. L'archéologie est une aide précieuse pour suivre les évolutions de l'habitat et des fortifications dans la région, elle s'est notablement développée depuis la fin de la Seconde Guerre mondiale. La numismatique et la sigillographie aident aussi à l'appréhension de l'administration de cette province. Un nombre important de sceaux ont été retrouvés ces dernières années et enrichissent fortement la connaissance de cette région byzantine.

## Géographie
Le périmètre de la Crimée byzantine a varié au cours du temps, le nord de la péninsule appartenant à d'autres puissances souvent rivales. L'essentiel de la présence impériale dans la péninsule se structure autour des monts de Crimée et de la cité de Cherson, siège initial de la province et d'une administration municipale autonome. Parmi les autres cités tenues plus ou moins solidement par les Byzantins, on compte Panticapée (aujourd'hui Kertch) et la ville qui lui fait face au-delà du détroit de Kertch : Hermonesse, que les Bulgares, les Khazars et les Russes nommèrent ensuite Tmoutarakan. Eski Kermen, sorte de forteresse et de cité troglodyte, est un point d'appui dans l'intérieur des terres, qui domine la pays de Doros, peuplé par des Goths de Crimée. Le terme de Klimata, régulièrement attesté dans les sources et signifiant « pentues », désigne plus spécifiquement les piémonts peuplés par des Goths et des Alains ayant choisi de rester ici au lieu de migrer vers l'Occident avec leurs frères d'armes,. Au-delà d'Eski Kermen et de Doros, aujourd'hui Mangoup, Çufut Qale est une autre localité de cette région, peut-être la cité connue sous le nom de Phonos. Plus à l'est, la cité de Soudak (ou Sougdée) est une autre position importante, reprise par les Byzantins à partir de 1016 puis perdue quelques décennies plus tard au profit des Coumans, de même que la cité de Théodosie. En revanche, l'ancienne forteresse de Cimméricône, important bastion du royaume du Bosphore, n'est pas remise en état par les Byzantins et ne semble plus jouer de rôle particulier.

## Histoire

Colonies grecques du nord de la Mer Noire, dont Chersonnèse.

### Les origines de la présence byzantine
Depuis l'émergence de la puissance romaine sur le pourtour de la mer Noire, la Crimée a connu une situation variable. Elle est alors une composante du royaume du Bosphore qui domine la région du nord de la mer Noire, autour de la mer d'Azov et des colonies grecques établies sur les routes commerciales que sont les grands fleuves du Don ou du Dniestr. Ce royaume n'a jamais été formellement une composante de l'Empire romain mais il a été un Etat client, dont Rome pouvait être considérée comme la suzeraine. Néanmoins, quelques sites archéologiques romains ont été découverts en Crimée, en particulier celui de Charax. Avec les mouvements migratoires connus sous le nom d'invasions barbares, le royaume du Bosphore est détruit par les invasions des Goths poussés par les Huns vers le IVe siècle. Les Goths de Crimée s'installent dans la péninsule et se dissocient des Ostrogoths et des Wisigoths. Le monde romain semble conserver quelques têtes de pont, dont la ville de Cherson qui devient la capitale des possessions byzantines en Crimée. Sous Constantin le Grand, des mesures militaires sont prises pour en renforcer la défense avec un budget spécial d'entretien d'un corps de balistraires, chargés de manipuler les balistes. Plus d'un siècle plus tard, sous Zénon, de l'argent est envoyé aux autorités municipales pour qu'elles restaurent les murailles face aux menaces des Huns. Justinien (527-565) tente de convertir au christianisme le chef des Koutrigoures, un peuple établi au sud de l'Ukraine actuelle. C'est un échec car dès son retour de Constantinople, le khan est éliminé par des éléments de son peuple qui refusent sa conversion. L'empereur réagit par l'envoi d'une flotte qui reprend Panticapée et rétablit l'alliance entre les Byzantins et les Goths de Crimée. Il se pourrait même qu'il ait fortifié la région sud au travers de ce que certains historiens ont nommé un limes tauricus. Il bâtit notamment deux forts à Alouchta et à Gourzouf, avec pour vocation de protéger le territoire des Goths, parfois appelé Dory ou Doros.

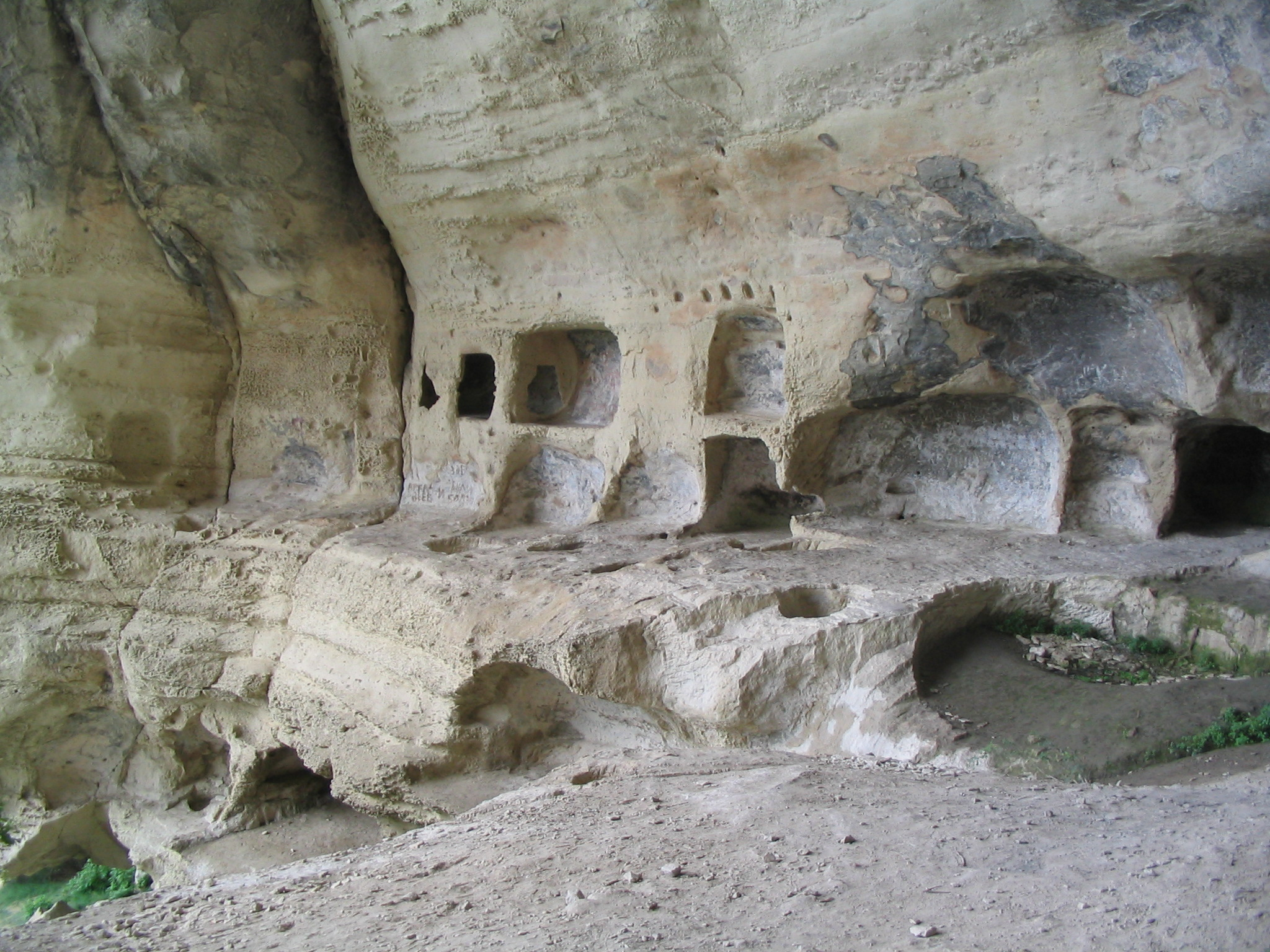
Le site troglodyte d'Eski Kermen.

Le maintien d'un contrôle plus ou moins fort sur tout ou partie de la Crimée s'explique par l'importance géostratégique et économique de la péninsule. Elle se situe au débouché de nombreuses routes commerciales qui permettent de connecter le monde méditerranéen à l'Europe du Nord. De même, elle permet à l'Empire d'être en contact avec les peuples de la steppe eurasienne et d'y entretenir une diplomatie dynamique. Vers 576, c'est depuis la Crimée que l'émissaire Valentinus se rend auprès du khaganat turc pour tenter de négocier un traité mais les Byzantins se voient reprocher un accord conclu récemment avec les Avars, adversaires des Turcs. Le khagan de ces derniers s'empare alors de Bosporus et, vers 580, va jusqu'à menacer Cherson.

### Le thème de Cherson

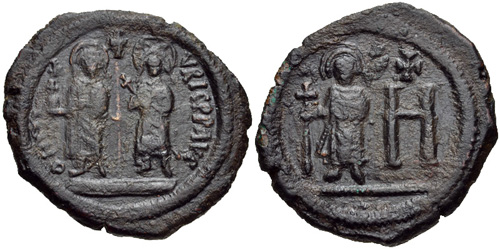
Follis de bronze découvert à Cherson, représentant Maurice aux côtés de son épouse, Constantina et Théodose, seul sur l'autre face. Maurice tient une orbe crucigère ainsi qu'un sceptre, tous deux symboles d'autorité.

À partir du VIIe siècle, les Khazars dominent une grande part de la steppe eurasienne, dont la Crimée, même si Cherson reste byzantine et sert notamment de lieu d'exil, comme pour le pape Martin Ier après sa déposition en 655. Justinien II y est également exilé en 695 quand Léonce lui prend le trône. Il fuit notamment à Doros en 704, après avoir vécu à Cherson depuis son renversement en 695. La région semble jouir d'une particulièrement mauvaise réputation auprès des Byzantins, perçue comme un lieu de relégation et de désolation. Dans l'ensemble, plusieurs traces archéologiques montrent que les Byzantins entretiennent des fortifications dans la région habitée par les Goths de Crimée, en particulier vers Eski-Kermen. Les Goths eux-mêmes faisant l'objet d'une forme d'assimilation culturelle par les Byzantins. Des artefacts religieux, notamment des croix incrustées, témoignent de cette influence culturelle, avec divers bijoux et ornements de style byzantin qui ont été retrouvés dans des régions peuplées par les Goths et datant des VIe et VIIe siècles. Au-delà, ces marqueurs illustrent la diffusion du christianisme dans cette marge de l'Empire. Cette assimilation est telle qu'il n'est plus possible, à partir des VIIe et VIIIe siècles, de distinguer le matériel archéologique spécifique aux Goths ou aux Alains.
Pour autant, ils semblent davantage subir la domination politique des Khazars, comme en témoignerait le récit de la Vie de Saint-Jean de Gothie, une hagiographie qui fait référence à un seigneur local essayant de se dresser contre les Khazars, dans la deuxième moitié du VIIIe siècle. Dès le moment de l'exil de Justinien II, l'autorité byzantine sur Doros semble absente. Avec Justinien II, la Crimée byzantine est à la fois lieu d'exil mais également un point central des rivalités de pouvoir. C'est depuis la Crimée que Justinien II entame sa reconquête du pouvoir, même si c'est grâce à Tervel, khan des Bulgares, qu'il reprend finalement son trône après avoir dû fuir la Crimée. Sous son deuxième règne, en 710-711, Cherson devient le point d'attention central de Justinien II, confronté à une défiance grandissante de la population locale, soutenue par les Khazars qui s'emparent peut-être de la ville. Il envoie plusieurs flottes reprendre le contrôle de la ville, sans y parvenir. Finalement, les habitants nomment comme candidat au trône impérial Bardanès, renommé Philippicos, lui-même exilé en Crimée par Justinien II. Ralliant les troupes impériales, il s'empare aisément de Constantinople et met à mort Justinien II en 711. 
Sous Constantin V qui promeut fortement l'iconoclasme au point parfois d'user de la répression à l'égard des opposants, la Crimée byzantine devient le lieu de refuge de certaines iconodules (partisans des images), d'autant que Jean de Gothie refuse de se soumettre à l'iconoclasme. Sous Léon IV le Khazar, plusieurs opposants y sont déportés.
L'empereur Théophile, qui entretient un grand intérêt pour le littoral nord de la mer Noire et notamment pour ses relations avec les Khazars, élève les possessions byzantines de Crimée au rang de thème. Les historiens datent classiquement la fondation du thème en se fondant sur un sceau daté de 833-834,,. Toutefois, des recherches plus récentes ont relié la création du thème avec la mission byzantine envoyée pour construire la nouvelle capitale des Khazars de Sarkel en 839. Petronas Kamatéros, l'architecte de Sarkel, est identifié comme le premier gouverneur du thème (le stratège) en 840-841. La nouvelle province est d'abord appelée Klimata mais du fait de l'importance de sa capitale, Cherson, elle est connue sous le nom de "thème de Cherson" dans les documents officiels à partir de 860, peut-être du fait de l'intégration plus tardive de la ville elle-même dans le thème. En réalité, l'autorité réelle du stratège ne dépasse guère les remparts de la ville de Cherson dont les alentours sont souvent l'objet de raids de la part des Khazars puis des Petchénègues. La fin du IXe siècle voit donc un affermissement de la présence impériale qui n'est pas sans susciter des réactions parmi une population habituée à l'autonomie. En 892, elle se révolte contre le stratège Syméon qui est tué.

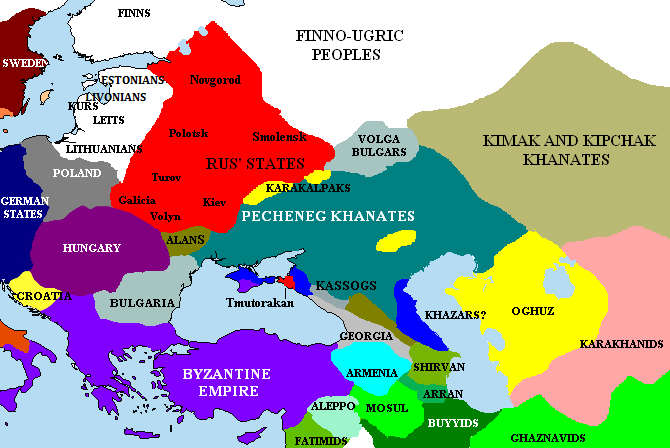
La steppe eurasiatique vers l'an 1000. Les Petchénègues dominent alors le sud de l'Ukraine avec les principautés de la Rus', tandis que les Khazars sont sur le point de disparaître.

Cherson joue un rôle crucial dans les relations entre Byzance et les Khazars puis entre Byzance et les Petchénègues ou les Varègues (Rus'), le stratège byzantin informant régulièrement Constantinople de l'évolution de la situation dans la région. Au Xe siècle, Cherson est attaquée par les Petchénègues. Sous Nicéphore II Phocas, c'est l'un de ses notables, Kalokyros, qui est choisi comme ambassadeur pour conclure une alliance avec Sviatoslav Ier contre le Premier Empire bulgare, avant que Kalokyros ne semble profiter de la situation pour obtenir le soutien du prince Rus' dans la conquête du trône byzantin. Cherson prospère du IXe au XIe siècle comme centre du commerce de la mer Noire malgré la prise de la ville par Vladimir Ier en 988/989. Longtemps, cet événement a été vu comme un acte  d'hostilité envers l'Empire mais des recherches plus récentes ont revu la chronologie et estiment qu'elle est une conséquence de l'alliance nouée entre Vladimir et l'empereur Basile II, alors que ce dernier lutte contre la révolte de Bardas Phocas. Or, celui-ci bénéficie de soutien à Cherson et, en la prenant, Vladimir porte un coup à la cause de la rébellion. Le débat reste ouvert.

Carte de l'Empire byzantin vers 1025. L'étendue de la Crimée byzantine semble recouvrir l'essentiel du littoral sud de la péninsule.

Toujours sous Basile II, Cherson est de nouveau impliquée dans un acte de rébellion contre l'empereur, en la personne du stratège Georges Tzoulas, vers 1017-1018. Qualifié d'archonte de Khazarie par Jean Skylitzès, est difficile de connaître le degré de soutien dont il dispose parmi la population mais une flotte impériale rétablit très vite l'ordre dans la cité. Pour Jean-Claude Cheynet, l'hypothèse d'une rébellion à tendance séparatiste reste très incertaine.
Les Byzantins ont remporté vers 970 une importante victoire contre les Pétchénègues et les Russes qui permet à Byzance de consolider ses positions en Crimée. Le thème de Cherson devient alors l'objet de divisions en turmes à l'image des autres thèmes de l'empire comme l'atteste la découverte d'un sceau d'un tourmarque de Gothie. Il faudrait entendre par-là que les Byzantins ont réaffirmé leur suzeraineté sur les Goths de la région. Vers 960, la liste d'offices byzantins connus sous le nom de taktikon de l'Escorial mentionne un stratège du Bosphore, peut-être créé au moment de l'éphémère conquête du Premier Empire bulgare par Jean Ier Tzimiskès. Nicolas Oikonomidès a identifié cette circonscription à la région du détroit de Kertch, autour de Tmoutarakan.
Au même moment, peut-être après la défaite du Khazar Georgius Tzul (en) en 1016, le thème est étendu à la Crimée orientale comme le prouve la titulature d'un certain Léon Ataliatès, « stratège de Cherson et Sugdaia » en 1059.
C'est aussi vers le milieu du XIe siècle que la région devient un catépanat. Cette circonscription apparaît alors dans certaines régions de l'Empire, comme l'Italie byzantine et le catépan désigne généralement un gouverneur ayant autorité sur plusieurs thèmes. Une chronique slave mentionne que le catépan de Cherson empoisonne le prince Rotislav de Tmoutarakan vers 1065-1066. Dès lors qu'un stratège est attesté en 1059, le catépanat aurait été créé entre cette date et 1066. La découverte d'un sceau d'un certain Nicéphore Alanos, catépan de Cherson et de Khazarie confirme cette évolution. Selon Zuckerman, le thème de Cherson aurait d'abord été étendu à Sougdié, avant de devenir un catépanat. Selon lui, la Khazarie recouvrirait cette dernière cité mais pas nécessairement Bosporos. Cette réforme aurait été erndue nécessaire par les pressions croissantes exercées par les Coumans en Crimée.

### La fin de la Crimée byzantine

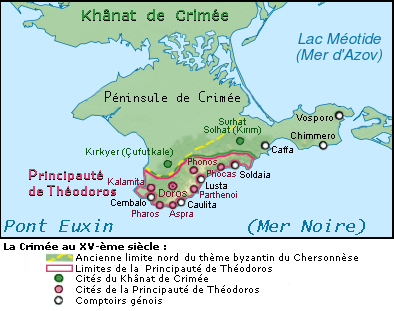
Carte de la Crimée au XV.

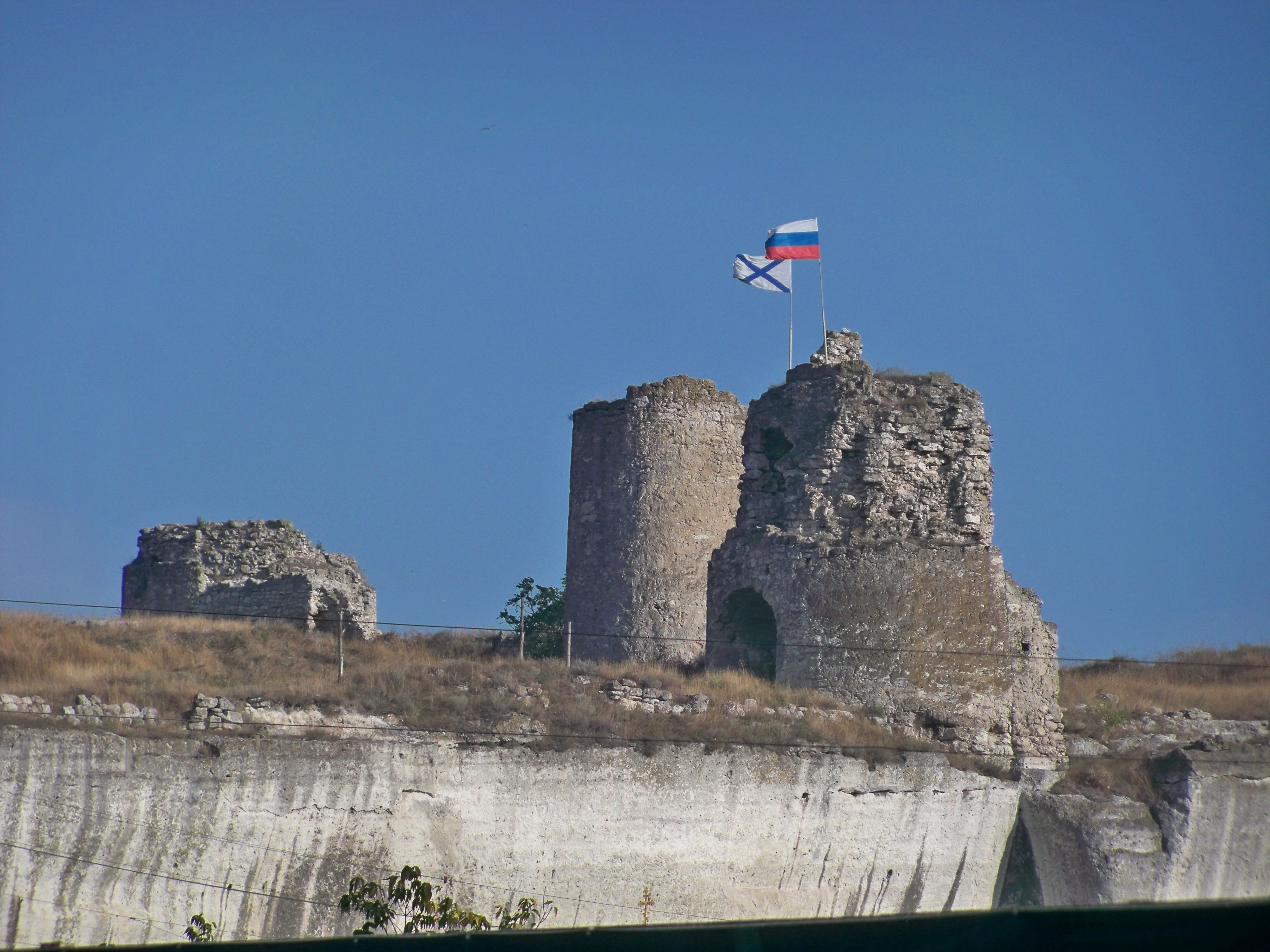
Le Fort Kalamita.

Après la crise que connaît l'Empire byzantin dans les années 1060-1070, la présence byzantine en Crimée semble s'être drastiquement réduite et les sources sont avares d'informations. En 1083, Alexis Ier Comnène aurait nommé le prince russe Oleg-Michel comme gouverneur (doux) de la région de Tmutarakan, en tant que vassal de l'Empire mais la solidité de la présence byzantine est sujette à caution. Le XIIe siècle ne comprend que très peu de sources faisant référence au maintien des Byzantins dans la région. Ainsi, les sceaux d'administrateurs byzantins disparaissent complètement à cette époque, ce qui attesterait d'une disparition de la présence directe de l'Empire. Quelques écrits laissent à penser que l'influence impériale ne disparaît pas totalement. C'est notamment le cas lors du règne de Manuel Ier Comnène. Des éléments de sa titulature laissent penser que l'Empire contrôle une partie de la péninsule mais l'empereur tend à s'octroyer des titres souvent pompeux, qui dépassent la réalité de la puissance byzantine. Par un chrysobulle, il exclut la ville de Tmutarakan et le détroit de Kertch des privilèges accordés aux marchands génois, dans le reste de l'Empire, ce qui pourrait démontrer que l'Empire garde une tête de pont au nord de la mer Noire. Enfin, Michel Choniatès se réfère à l'un de ses amis, Constantin Pégonitès, comme percepteur qui agirait vers 1180 en Crimée, parmi d'autres régions mais cet élément semble trop fragile pour en inférer une présence impériale bien établie. Michel Balard est plus catégorique et considère que les prétentions à la domination sur la mer Noire par Manuel Ier s'appuient sur un contrôle réel du littoral, en particulier en Crimée. En revanche, il ne conteste pas le fait que Sougdaia tombe aux mains des Coumans après sa mort et estime que l'absence de mentions de la Crimée dans le Partitio terrarum imperii Romaniae, document qui divise l'Empire byzantin entre les Croisés après 1204, est un indice qui témoigne de l'évanouissement de la souveraineté byzantine dans la région. Pour Jonathan Shepard, la présence byzantine est sans doute limitée et peut s'exercer de façon indirecte, auprès de cités qui disposent de fait d'une grande autonomie. 
Des recherches archéologiques témoignent de l'impact des invasions des Coumans et des Pétchénègues sur la Crimée mais semblent démontrer aussi une adaptation à cette présence des peuples nomades. Thomas Brüggemann souligne ainsi que la réduction de la masse monétaire en circulation à partir de la fin du XIe siècle s'accompagne fort probablement d'autres modalités d'échanges, notamment le troc. Il montre aussi que la cité de Cherson connaît un certain dynamisme démographique et qu'une forme de cohabitation se met en place entre les populations urbaines et sédentaires et les nomades, aux dépens d'échanges de plus longues distances longtemps prédominants à Cherson. Cette mutation économique expliquerait alors l'intérêt de plus en plus limité des empereurs byzantins pour une région isolée et au potentiel économique moins utile à l'Empire.
Dans tous les cas, la présence byzantine en Crimée passe après 1204 sous le contrôle de l'empire de Trébizonde. Ces possessions, sur lesquelles le contrôle de cet Empire issu de la partition de 1204 est certainement limité, prennent le nom de Perateia (outre-mer),. Les Grands Comnènes, qui gouvernent Trébizonde, intègrent ce territoire dans leur titulature. Cherson continue de payer l'impôt à Trébizonde. Un navire en provenance de Crimée est ainsi arraisonné par les Turcs avec le produit de l'impôt dû à la ville du Pont. Jean Lazaropoulos confirme que les Klimata gothiques sont tributaires de Trébizonde. Néanmoins, dès 1228, l'émir de Sinope lance ses navires contre Cherson puis Sougdaia.

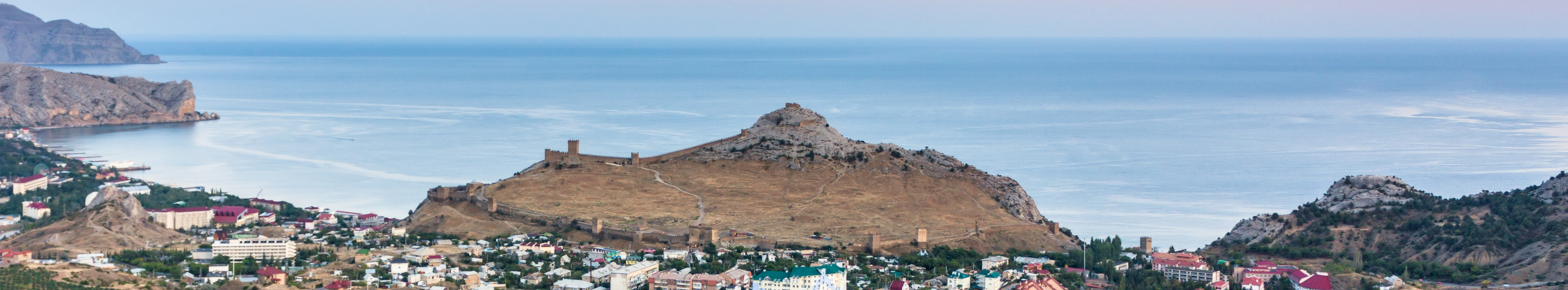
Forteresse de Soudak, au-dessus du comptoir génois et de son golfe.

Au XIIIe siècle, la Crimée est envahie et soumise par les Mongols. Parmi les peuples soumis, les Goths de Crimée  sont vassalisés mais participent aussi à faire subsister la culture gréco-byzantine dans la région. Des métropolites de Gothie sont mentionnés comme participant à des synodes à Constantinople. Par la suite, l'arrivée des Génois qui colonisent la côte nord de la mer Noire fait passer une partie des Goths sous leur suzeraineté. En parallèle, des évêchés latins s'installent en Crimée, par exemple à Sougdaia avant 1383 ou à Tana dès 1343, concurrençant le monopole du rite byzantin dans cette zone géographique. Pour autant, ce dernier reste vivace et globalement dominant dans les populations chrétiennes de la péninsule, comme en témoignent les vestiges archéologiques qui attestent d'une culture byzantine bien présente.
Par ailleurs, la majeure partie du territoire gothique devient ce qu'il convient d'appeler la principauté de Théodoros, fondée dans les années 1360. Héritier de la culture gréco-byzantine présente dans la région depuis plusieurs siècles, il subsiste jusqu'en 1475, indépendant des Génois mais aussi des Mongols, de la Horde d'Or, puis du khanat de Crimée. Cette principauté de Théodoros recouvre globalement le littoral sud de la péninsule. Les souverains de ce territoire sont aussi qualifiés de « princes de Gothie » et pourraient descendre d'un toparque byzantin. À partir de 1447, après avoir soutenu la république de Venise contre Gênes, le destin de cette principauté s'assombrit. Avec les chutes de l'Empire byzantin proprement dit en 1453 puis de l'Empire de Trébizonde en 1461, la principauté de Théodoros est parfois connue comme le dernier réduit byzantin indépendant. De plus en plus menacée par les visées de l'Empire ottoman sur la région, elle finit par en accepter la suzeraineté en 1474, première étape vers sa disparition, effective dès 1475 avec sa conquête par les Turcs. Dans l'ensemble, la nature exacte de la principauté de Théodoros est disputée. Parfois considéré comme le dernier État grec à résister à la progression ottomane, il a aussi été qualifié de dernier État des Goths et des sources font de certains de ses souverains des individus d'origine circassienne. De plus, l'usage de la langue grecque y très bien attestée, de même que la liturgie byzantine.

## Administration

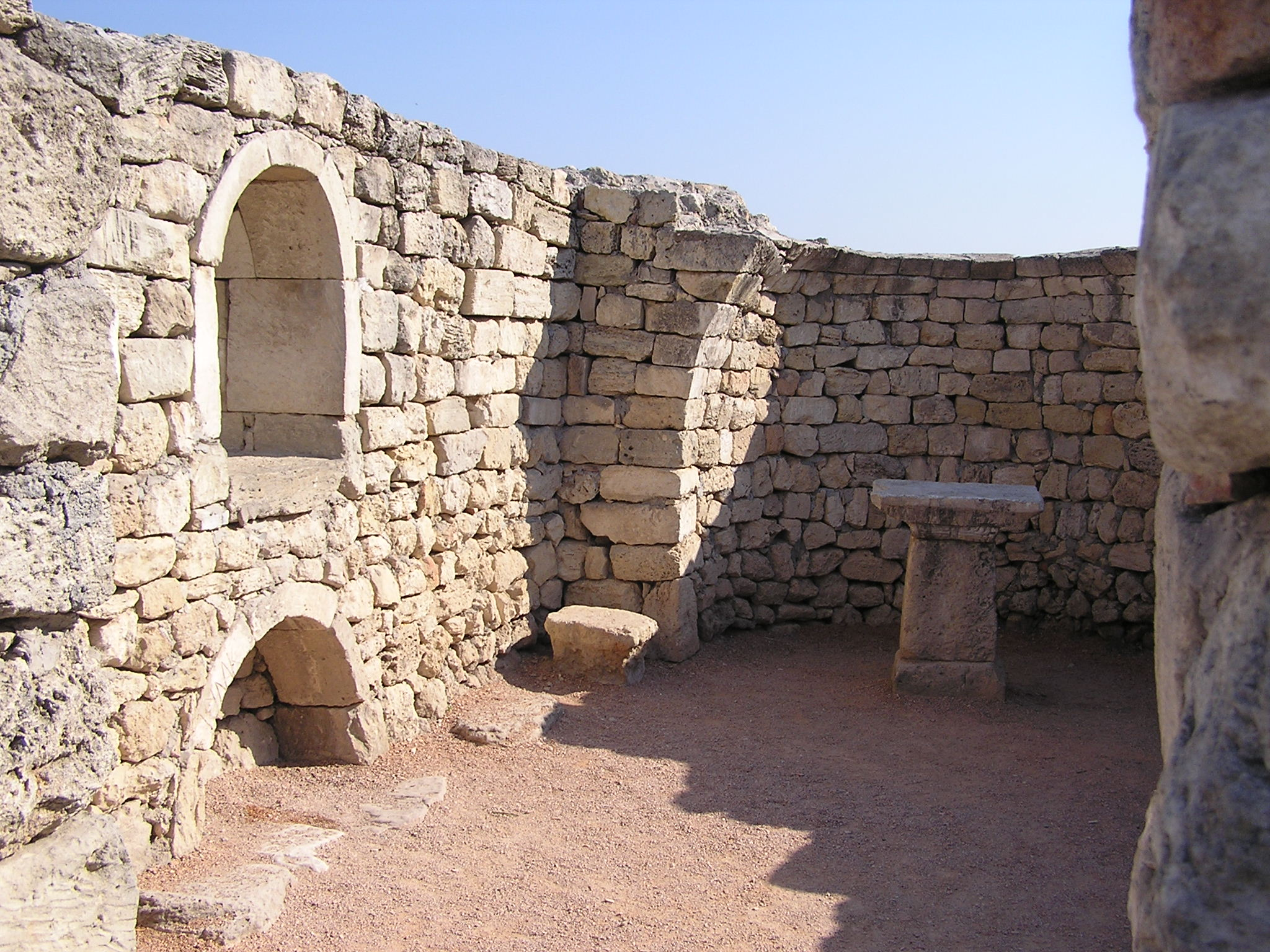
Vestiges de la basilique byzantine de Cherson.

Le thème de Cherson semble être organisé d'une façon classique et comporte l'ensemble des fonctionnaires que l'on rencontre dans les autres thèmes. Comme cela a déjà été mentionné, un tourmarque de Gothie est connu aux côtés des omniprésents kommerkiarioi (des fonctionnaires fiscaux). Toutefois, la cité de Cherson jouit d'un statut à part et d'une autonomie forte, qui date des premiers temps de la présence romaine la région. La ville est en effet administrée par les magnats locaux (les archontes) dirigés par un proteuon (« le premier »),,. Il semble que ce premier magistrat est nommé pour une courte période, peut-être un an voire moins, car Constantin Porphyrogénète en mentionne plusieurs pour les règnes de Dioclétien et de Constantin Ier. En revanche, leur rôle exact est méconnu, étant entendu que les fonctions régaliennes, comme la sécurité de la cité ou la diplomatie, restent vraisemblablement aux mains des représentants de l'empereur. De ce fait, il est probable que le conseil de la ville gère avant tout les affaires locales et que sa forme a évolué au fil du temps, jusqu'à la fin du Xe siècle. Ainsi, au VIIIe siècle, il s'occupe d'affaires extérieures et des relations avec les Khazars, probablement du fait de l'affaiblissement général de l'Empire qui ne peut plus assurer correctement son autorité dans la région. L'idée d'un condominium byzantino-khazar sur une partie de la péninsule est d'ailleurs parfois admise, en raison de la mention fréquente d'un tudun (gouverneur khazar) dans la région. Théophane le Confesseur mentionne l'existence de sept prôtevontes et d'un prôtopolites du nom de Zoïlos, en plus de quarante citoyens éminents qui accueillent Justinien II lors de son exil, auquel cas il pourrait s'agir de l'ensemble du conseil de la ville.

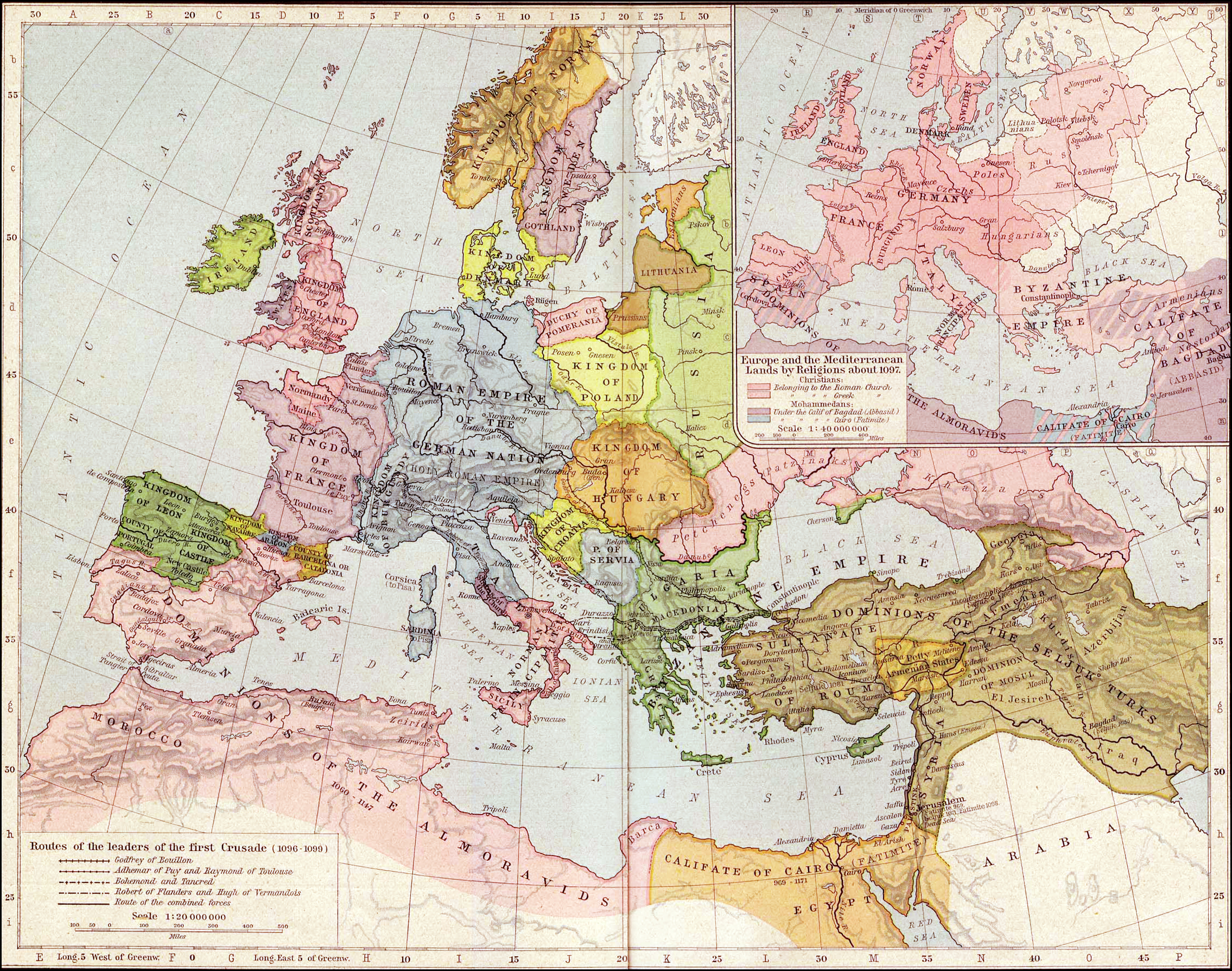
Europe 1097

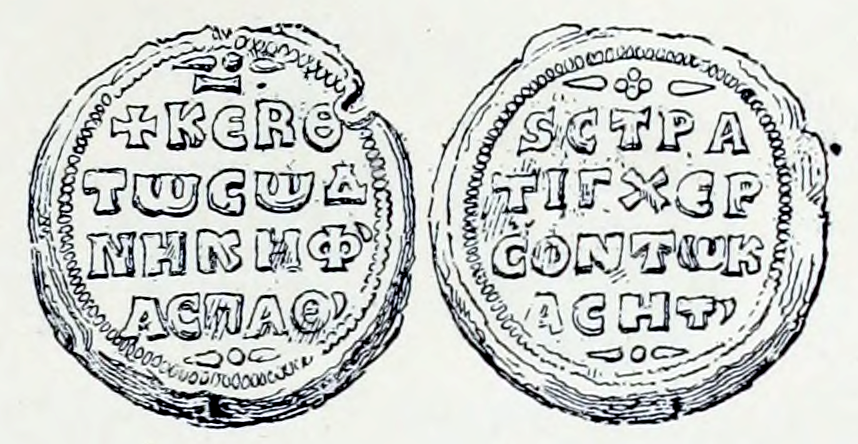
Reproduction du sceau de Nicéphore Kassitéras, protospathaire et stratège de la Crimée byzantine.

Le protopolites semble cumuler les dignités d’hypatos (« consul ») et de kyr (« seigneur »), cumul inconnu dans le monde byzantin. Il s'agirait alors d'une particularité de Cherson, que Sokolova associe à la fonction d'éparque de Constantinople, avec des attributions commerciales et financières. Nystazopoulou-Pélékidou estime qu'il faut apparenter le kyr à l'idée de chef ou de maître de la ville.
Cherson possède aussi le droit de battre sa propre monnaie, reprenant cette activité sous Michel III et restant durant une longue période le seul endroit de l'empire en dehors de Constantinople à pratiquer cette activité,. Cette autonomie est aussi soulignée par le fait que le gouvernement impérial paie des subsides annuels (pakta) aux chefs de la cité à la manière de dirigeants étrangers. En outre, sur le conseil de Constantin VII Porphyrogénète dans son De Administrando Imperio, adressé au stratège local et concernant le risque d'une révolte de la cité, il doit cesser le paiement de ces subsides et les transférer à d'autres cités dans le thème. À la fin du XIe siècle, le thème est gouverné par un catépan.
Sous Justinien II, il existe un « duc de Cherson », dont il étend l'autorité sur le pays des Doros et les Goths de Crimée, divisé en circonscriptions dirigées par des archontes.
La création d'un thème à part entière par l'empereur Théophile permet de raffermir l'autorité impériale sur la Crimée byzantine mais les détails restent imprécis sur le déroulement des événements. En effet, les archontes ne disparaissent pas immédiatement et semblent cohabiter avec le stratège du thème, au moins jusqu'à la fin du IXe siècle car les archontes apparaissent dans le Taktikon Uspensky, liste de dignités byzantines, mais pas dans le Klétérologion de Philothée daté de 899, tandis que leurs sceaux disparaissent à cette date. Tant Sokolova que Nystazopoulou-Pélékidou émettent l'hypothèse que le thème recouvre d'abord les Klimata à l'exclusion de Cherson, avant d'intégrer la ville elle-même. Les archontes et autres magistrats municipaux sont alors cantonnés à des fonctions purement municipales sans pour autant disparaître car des prôtevontes sont mentionnés jusqu'à la fin du Xe siècle.
La prosopographie des gouveneurs de la Crimée byzantine reste difficile à interpréter car peu de noms ont subsisté, à l'exception de Tzoulas, Iasitès et Alyatès, portés par un ou plusieurs stratèges du XIe siècle. Seul le premier semble d'origine locale.

### Liste des gouverneurs connus de la Crimée byzantine
| Nom                | Mandat         | Nommé par    | Notes | Refs   |
| ------------------ | -------------- | ------------ | --- | ------ |
| Zoïlos             | Vers 710       | Justinien II | Chef des archontes locaux, il est fait prisonnier par l'intervention d'une flotte envoyée par Justinien II reprendre le contrôle de Cherson, alors en rupture avec le pouvoir central                                                                            |        |
| Pétronas Kamatéros | Vers 840       | Théophile    | Premier stratège connu du thème de Cherson |        |
| Georges Tzoulas    | Vers 1016-1018 | Basile II    | Instigateur d'une rébellion contre Basile II, rapidement matée. Il est connu par quelques sceaux qui le mentionnent comme protospathaire et stratège de Cherson ou stratège du Bosphore Cimmérien, tandis que Jean Skylitzès le qualifie d'archonte de Khazarie. | [ 30 ] |
| Léon Attaliatès    | Vers 1059      | ?            | Stratège de Cherson et Sougdaia |        |
| Nicéphore Alanos   | Vers 1060-1070 | ?            | Catépan de Cherson et de Khazarie. Le sceau qui mentionne cette fonction semble être le dernier à avoir été frappé à Cherson concernant un dignitaire byzantin.                                                                                                  | [ 34 ] |